# Ottomar Elliger (III)
Ottomar (Otmar) Elliger (III) (Russisch: Оттомар (Отмар) Эллигер III) (Amsterdam, gedoopt op 13 februari 1704 – Sint-Petersburg, 20 november [O.S. 9 november] 1735) was een Noord-Nederlandse prentkunstenaar en illustrator. Hij stamde uit een kunstenaarsfamilie: hij was de zoon van Ottomar Elliger (II), de kleinzoon van Ottomar Elliger (I) en de broer van Anthony Elliger.
In 1726 werd hij door de Nederlandse koopman en ambassadeur van Rusland, Christoffel van Brants, uitgenodigd om naar Rusland te komen. In 1727 vestigde Elliger zich in Sint-Petersburg, waar hij aanvankelijk werkte voor het Departement van de Tuinen. Vanaf 1728 gaf hij teken- en graveeronderricht aan het Paleis voor Gravure van de Academie van Beeldende Kunsten in Sint-Petersburg.
Elliger maakte gegraveerde stadsgezichten van Sint-Petersburg (1729) en illustreerde het kroningsalbum van tsarina Anna van Rusland (1731). Van 1731 tot aan zijn overlijden stond hij aan het hoofd van het Paleis voor Gravure. Hij overleed op 31-jarige leeftijd.
- Stuttgart Database of Scientific Illustrators 1450–1950: 10693
- RKD-Nederlands Instituut voor Kunstgeschiedenis: 459744